# Breitschulterbock
Der Breitschulterbock (Akimerus schaefferi) ist ein Käfer aus der Familie der Bockkäfer (Cerambycidae). Es handelt sich um eine von zwei Arten seiner Gattung, von denen nur diese in Mitteleuropa vorkommt.

## Merkmale

### Merkmale der Imagines
Der Breitschulterbock erreicht eine Körperlänge von 15 bis 24 Millimetern. Sein Körper ist kräftig und breit gebaut mit sehr breiten Vorderenden der Flügeldecken („Schultern“), die sich nach hinten stark verschmälern. Bei der Art gibt es einen deutlichen Geschlechtsdimorphismus: Der Körper ist bei den Männchen einfarbig rotbraun und bei den Weibchen rotbraun oder schwarz mit einer blassgelben Querbinde auf den Flügeldecken. Halsschild und Flügeldecken sind stark runzelig punktiert, der Halsschild mit einer tiefen Mittelfurche, die zwei kugelige Höcker trennt. Die Fühlerglieder sind zur Spitze hin jeweils knotig verdickt; die Fühler reichen beim Männchen fast bis zur Spitze des Hinterleibs, bei den Weibchen nur bis zur Mitte der Flügeldecken. Der Vorderkörper und die Unterseite sind goldgelb behaart.
Die mittleren und hinteren Schenkel besitzen beiderseits der Tibiafurche je einen kleinen Zahn. Die Tibien der Hinterbeine überragen in ihrer Länge die Hinterleibsspitze leicht. Die Spitzen der Antennenglieder sind deutlich verdickt.

### Merkmale der Larven
Die Larven des Breitschulterbocks erreichen eine Länge von maximal 50 Millimetern. Die Antennen sind dreigliedrig, Stemmata fehlen. Die Mandibeln besitzen zwei Innenkiele. Das Pronotum besitzt kleine Dörnchen. Auf den Abdominalsegmenten einschließlich des siebten befinden sich mit Dörnchen besetzte Dorsalampullen mit deutlichen vorderen Querlinien, die eine breite und mit kleinen Dörnchen besetzte Fläche einschließen. Das neunte Abdominalsegment trägt einen Mitteldorn, der aus einer dreieckigen Platte entspringt.

## Verbreitung
Der Breitschulterbock kommt in Mittel-, Ost und Südeuropa vor, ist jedoch im nördlichen Europa nicht anzutreffen. In Dänemark, Belgien, den Niederlanden, Luxemburg und Liechtenstein gibt es keine Nachweise. In Deutschland ist die Art aus Baden-Württemberg, Bayern, Sachsen-Anhalt, Sachsen (vor 1900) und Thüringen dokumentiert. In Österreich ist sie nur aus Niederösterreich bekannt, in der Schweiz gibt es keine aktuellen Nachweise.

## Lebensweise
Der Breitschulterbock lebt vor allem im Hügelland und im niedrigen Bergland in Eichenwäldern und Parkanlagen. Er ist eine Waldart mit einer deutlichen Präferenz für offene, warme Waldgebiete. Die Imagines sind von Juni bis Juli anzutreffen. Sie sind tagaktiv und umfliegen die Wipfel der Brutbäume. Dabei ist es möglich, dass die Art vorwiegend in den Baumkronen lebt (akrodendrisch). Die Weibchen fliegen dabei niedriger als die Männchen und werden entsprechend häufiger nachgewiesen. Als Rendezvouzplätze spielen vereinzelt stehende Bäume eine besondere Rolle; die Paarung erfolgt in den Baumwipfeln. Die Tiere können zudem auf der umliegenden Vegetation gefunden werden, etwa auf Brennnesseln, niedrigen Sträuchern und Brombeeren.
Der Breitschulterbock ist monophag und entwickelt sich vermutlich ausschließlich in Eichen (Quercus), allerdings gibt es auch Nachweise von Hainbuchen (Carpinus betulus), Rotbuchen (Fagus sylvatica), Linden (Tilia) und Ulmen (Ulmus). Die Entwicklung der Larven dauert mindestens drei Jahre. Die Eiablage erfolgt in Eichenwurzeln, die Larven entwickeln sich unterirdisch in abgestorbenen Wurzeln von Baumstümpfen oder alten Bäumen. Einzeln stehende Bäume oder solche am Waldrand werden bevorzugt. Die adulten Larven überwintern und verpuppen sich im Frühjahr im Boden.

## Systematik
Der Breitschulterbock ist eine eigenständige Art der Bockkäfer (Cerambycidae) und wird dort in die Gattung Akimerus innerhalb der Schmalböcke (Lepturinae) eingeordnet. Die wissenschaftliche Erstbeschreibung stammt von Johann Nepomuk von Laicharting, der ihn 1784 beschrieb. Neben dieser Art enthält die Gattung die in der Türkei vorkommende Art Akimerus berchmansi Breit, 1915.
Die Bezeichnung für die Gattung Akimerus setzt sich zusammen aus dem griechischen „Akis“ für „Spitze“ und „meros“ für „Schenkel“; sie bezieht sich auf die Zähne am Mittel- und Hinterschenkel. Die Art ist benannt nach dem evangelischen Theologen und Entomologen Jacob Christian Schäffer. Der deutsche Name bezieht sich auf die breiten Schultern des Käfers.

## Belege
1. 1 2 3 4 5 6 7 8 9 10 11 12 13 14 15 16  „Art: Akimerus schaefferi (Laicharting, 1784) – Breitschulterbock.“ In: Bernhard Klausnitzer, Ulrich Klausnitzer, Ekkehard Wachmann, Zdeněk Hromádko: Die Bockkäfer Mitteleuropas. Die Neue Brehm-Bücherei 499, Band 2, 4. Auflage. VerlagsKG Wolf, Magdeburg 2018, ISBN 978-389432-864-1; S. 365–366
2. ↑  Karl Wilhelm Harde, František Severa: Der Kosmos Käferführer. Die mitteleuropäischen Käfer. Franckh-Kosmos Verlags-GmbH & Co, Stuttgart 2000, ISBN 3-440-06959-1; S. 266.
3. 1 2  „10. Gattung: Acimerus Serville.“ In: Edmund Reitter: Fauna Germanica. Die Käfer des deutschen Reiches. K.G. Lutz, Stuttgart 1912; S. 7–8. (Digitalisat)
4. ↑  Karl Wilhelm Harde (1966): 87. Fam. Cerambycidae. In: Heinz Freude, Karl Wilhelm Harde, Gustav Adolf Lohse (Hrsg.): Die Käfer Mitteleuropas. Band 9. Cerambycidae Chrysomelidae. Spektrum Akademischer Verlag, München 1999, ISBN 3-8274-0683-8 (Erstausgabe: Goecke & Evers, Krefeld 1966), auf S. 21.
5. 1 2  Bernhard Klausnitzer, Ulrich Klausnitzer, Ekkehard Wachmann, Zdeněk Hromádko: Die Bockkäfer Mitteleuropas. Die Neue Brehm-Bücherei 499, Band 1, 4. Auflage. VerlagsKG Wolf, Magdeburg 2018, ISBN 978-389432-864-1; S. 105–107
6. ↑  Akimerus schaefferi. Fauna Europaea, abgerufen am 16. Juni 2020.